# Riebeek-Oos
Riebeek-Oos este un oraș din provincia Oos-Kaap, Africa de Sud.